# Louis Van Schil
Louis Van Schil (Antwerpen, 18 november 1921 – Deurne, 8 oktober 2006) was een Belgische wielrenner. 

## Carrière
Hij nam deel aan het tandemevenement op de Olympische Zomerspelen 1948 en behaalde daar samen met Roger De Pauw een vijfde plaats. De gouden medaille ging naar Italië met Renato Perona en Ferdinando Terruzzi.
In 1953 werd hij zevende in het eindklassement van de Vredeskoers en eindigde vier keer in de top tien van de etappes. Het jaar erop werd hij achttiende.